# Boing
Pour les articles homonymes, voir Boing (homonymie).
Ne doit pas être confondu avec Boeing.
Cet article concerne la version italienne de Boing. Pour son homologue français, voir Boing (France).
Boing est une chaîne de télévision généraliste privée italienne du groupe Mediaset et qui diffuse les dessins animés de Warner Bros. Discovery. Elle est créée le 20 novembre 2004.
Depuis, quatre déclinaisons de cette chaîne sont apparues : une version espagnole le 1er décembre 2008 comme bloc de programmation sur Telecinco puis le 1er septembre 2010 comme chaîne, une version française apparue comme bloc de programmation sur Gulli le 3 avril 2010 et comme chaîne le 8 avril, et une version africaine créé en 2015 dont le siège se trouve à Londres au Royaume-Uni. La version française est aussi diffusée en Afrique.

## Histoire
Le 22 octobre 2004, la chaîne musicale VJ TV est arrêtée et un message prévient du lancement de Boing. La chaîne est lancée le 20 novembre, devenant la première chaîne gratuite pour enfants en Italie.
En 2006, Boing a une minisérie sur Italia 1, Boy Boing, faite par la chaîne.
Du 23 février 2009 au 1er mars 2012, Boing +1, une chaîne de décalage d'une heure, est disponible en Sardaigne et une partie du Trentin-Haut-Adige.
Avec le lancement de Cartoonito le 22 août 2011 en Italie, Boing ne diffuse plus de programmes pour les pré-scolaires.
Le 7 mars 2016, un nouvel habillage fait par Lumbre est mis à l'antenne et les Animadz, les mascottes de la chaîne, sont modifiés,.
Depuis le 7 août 2018, la Boing App propose gratuitement la chaîne en direct, les programmes à la demande, des jeux et du contenu exclusif.
Le 11 juillet 2019, Boing Plus, une chaîne de décalage d'une heure de Boing et Cartoonito, remplace Pop,.
Des nouveaux jingles avec Bo et Bobo faits par Ronda sortent le 25 novembre 2019, mais ne remplacent pas l'habillage. Le 30 août 2020, Art & Graft fait un nouvel habillage pour Boing,.
Le 28 décembre 2020, la chaîne passe en HD sur le satellite. Elle passe en HD sur la TNT le 8 mars 2022.

## Identité visuelle

Logo de 2004 à 2006
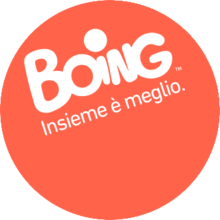
Logo du 7 mars 2016 au 30 août 2020
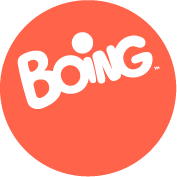
Logo depuis le 30 août 2020

## Slogan
- Du 20 novembre 2004 au 7 mars 2016 : « TV libera tutti »
- Du 7 mars 2016 au 30 août 2020 : « Insieme è meglio. »
- Depuis le 30 août 2020 : « Se ti piace, è Boing »

## Animadz
Les Animadz sont les mascottes de Boing.
- Bo, l'extraterrestre bleu.
- Bobo, l'extraterrestre vert.
- Katrina, la poule.
- Maissa, le maïs.
- Dino, le dinosaure.
- Otto, le robot.
- Rudolph, la hyène.
- Tony, le cochon d'Inde.
- Tip, le phoque mâle.
- Tap, le phoque femelle.

Le 7 mars 2016, seuls Bo, Bobo, Katrina, Maissa, Otto et Dino sont gardés et modifiés.
Le 25 novembre 2019, Bo et Bobo ont été modifiés. Depuis le 30 août 2020, seuls Bo et Bobo sont dans l'habillage avec une nouvelle version.